# Adachi
Adachi-ku (足立区 Adachi-ku) er et bydistrikt i Tokyo i Japan. Det er et af de 23 specielle bydistrikter, der tilsammen udgør Tokyos historiske bykerne. Distriktet ligger nord for Tokyos centrum og har 682.326 (2021) indbyggere.